# Miguel Bardem
Miguel Bardem Aguado (Madrid; 1964) es un director y guionista español.

## Biografía
Como hijo de Juan Antonio Bardem y María Aguado Barbado, forma parte de una familia dedicada al cine. Es sobrino de la actriz Pilar Bardem, y, por lo tanto, primo de Javier Bardem y Carlos Bardem.
En 1973 hizo su primer y único papel como actor en La corrupción de Chris Miller, cuyo director fue su padre.
Ha codirigido con David Menkes y Alfonso Albacete la película Más que amor, frenesí.

## Filmografía
| Año  | Película                                             | Forma                    |
| ---- | ---------------------------------------------------- | ------------------------ |
| 2016 | 22 Ángeles                                           | Director                 |
| 2014 | Prim, el asesinato de la calle del Turco             | (Miniserie) Director     |
| 2011 | El asesinato de Carrero Blanco                       | (Miniserie) Director     |
| 2008 | Mortadelo y Filemón. Misión: salvar la Tierra        | Director                 |
| 2003 | Niñas de hojalata (documental)                       | Director                 |
| 2003 | Incautos                                             | Director y guionista     |
| 2001 | Soberano, el rey canalla (cortometraje publicitario) | Director                 |
| 1999 | La mujer más fea del mundo                           | Director                 |
| 1999 | Noche de reyes                                       | Director                 |
| 1996 | Más que amor, frenesí                                | Codirector y coguionista |
| 1995 | La madre (cortometraje)                              | Director                 |
| 1972 | La corrupción de Chris Miller                        | Actor                    |